# Marcel Lambert (homme politique, 1919-2000)
Pour les articles homonymes, voir Marcel Lambert et Lambert.
Marcel Joseph Aimé Lambert (né le 21 août 1919 à Edmonton, décédé le 24 septembre 2000) était un homme politique canadien et Président de la Chambre des communes du Canada de 1962 à 1963.

## Biographie
Né à Edmonton (Alberta) d'un père canadien-français et d'une mère belge, il s'enrôle au sein du régiment King's Own de Calgary lors de la Seconde Guerre mondiale et participe aux combats lors du débarquement de Dieppe en France. Après son retour en Alberta, il est nommé boursier Rhodes en 1946 et se rend à l'Université d'Oxford pour y étudier le droit.
Lambert est candidat du Parti progressiste-conservateur de l'Alberta lors de l'élection générale albertaine de 1952, mais ne réussit pas à se faire élire à l'Assemblée législative.
Il est d'abord élu à la Chambre des communes du Canada comme député progressiste-conservateur de la circonscription d'Edmonton-Ouest lors de l'élection fédérale de 1957. Il est réélu lors des neuf élections générales subséquentes, demeurant député jusqu'à sa retraite, juste avant l'élection de 1984.
Lambert sert à titre de Secrétaire parlementaire du ministre de la Défense nationale de 1957 à 1958, puis comme secrétaire parlementaire du ministre du Revenu national jusqu'en 1962. Suivant la défaite du Président Roland Michener dans l'élection de 1962, Lambert est nommé au poste de Président de la Chambre des communes par le premier ministre John Diefenbaker.
Lambert préside la Chambre des communes durant une situation précaire de gouvernement minoritaire. En tant que Président, Lambert s'efforce d'être correct dans son interprétation du règlement, n'admettant pas les questions de l'opposition durant la période des questions si elles ne sont pas de simples questions et s'aventuraient dans l'argumentation. Ceci déplaît à l'opposition et ses décisions sont souvent portées en appel, sans succès.
Lambert refuse de permettre la tenue d'un débat d'urgence sur la question des missiles Bomarc, réclamée par l'opposition, lorsque le Département d'État américain lance un communiqué de presse contredisant les arguments présentés par le gouvernement Diefenbaker contre l'acceptation des missiles. Lambert affirme par après que la question n'était pas d'une urgence suffisante pour forcer la tenue d'un débat spécial. Le chef libéral Lester Pearson en appelle de la décision de Lambert et la Chambre renverse la décision de Lambert à 122 voix contre 104.
Cet incident démontre que le gouvernement avait perdu le contrôle des communes. Peu après, le gouvernement est défait sur un vote de confiance sur la question des missiles Bomarc. Diefenbaker déclenche une élection et nomme Lambert au conseil des ministres en tant que ministre des Anciens combattants. Lambert est personnellement réélu à Edmonton, mais le gouvernement progressiste-conservateur perd l'élection et la carrière de deux mois de Lambert en tant que ministre prend fin.
Les conservateurs dans l'opposition, Lambert prend parti pour les critiques de Diefenbaker et refuse de signer une pétition affirmant sa loyauté au chef conservateur en 1966 lorsque Dalton Camp (en) tente de forcer la tenue d'une course à l'investiture.
Dans l'Opposition officielle, Lambert est porte-parole en matière de la défense nationale et des finances. Au sein du gouvernement éphémère de Joe Clark, il est président d'un comité de la Chambre des communes.
Lambert prend sa retraite de la Chambre des communes lors du déclenchement de l'élection fédérale de 1984. Il est nommé à la Commission canadienne du transport par le premier ministre Brian Mulroney à la suite de l'élection.

## Source
- (en) Cet article est partiellement ou en totalité issu de l’article de Wikipédia en anglais intitulé « Marcel Lambert » (voir la liste des auteurs).